# Gmina Livermore (Maine)
Livermore (ang. Livermore Town) – gmina w stanie Maine w hrabstwie Androscoggin. W 2000 roku liczyła 2106 mieszkańców.

## Sławni mieszkańcy
- Israel Washburn junior (1813-1883) — polityk republikański
- Elihu B. Washburne (1816-1887) — amerykański polityk, sekretarz stanu 1869, ambasador we Francji 1869-77
- Cadwallader Colden Washburn (1818-1882) — polityk i biznesmen, generał armii Unii w wojnie secesyjnej
- Charles Ames Washburn (1822-1889) —  polityk i dyplomata
- William D. Washburn (1831-1912) — polityk, senator ze stanu Minnesota w latach 1889-1895
- Dorilus Morrison (1814-1898) — biznesmen i polityk, burmistrz Minneapolis